# 萨尔当语
萨尔当语是印度一种舍朱奔语支语言。与舍朱奔语关系最密切(词汇相似性50–60%)。有两种方言，分别是Jergaon和Rahung (Blench 2015)。

## 分布
萨尔当语分布在西卡门县Khoitam、Rahung、Namku-thangka (Salari)和Boot (Jerigaon) Khoina几个村。(Dondrup 2004:1).截至1996年有2,986萨尔当人。
《民族语》列出西卡门县Nafra乡和Dirang乡的Jerigaon、Sellary、Khoitam、Rahung、Darbu和Khoina6个村。

## 方言
据罗杰·布伦奇（Roger Blench） (2015),萨尔当语是西卡门县Nafra乡和Dirang乡11个村的不同语言的统称。共有4种方言，只有Rahung方言和Jergaon方言有记录。

Lieberherr & Bodt (2017)给出下列方言：
- Rahung：Rahung村及周边聚落。约600人。
- Khoitam：两个主要村庄及周边聚落。约500人。
- Jerigaon：Jerigaon村。约400人。
- Khoina：Khoina村及周边聚落。约500人。